# Лорд Солар Махариус
«Лорд Солар Махариус» (англ. Gothic War Series) — цикл Гордона Ренни в жанре фантастики. Действие цикла разворачивается во вселенной Warhammer 40,000. Сюжет цикла разворачивается вокруг судьбы боевого корабля «Лорд Солар Махариус». Дилогия «Лорд Солар Махариус» в 2008 году впервые в России была издана под одной обложкой.

## Книги цикла
- «Инцидент у Странивара»(рассказ)
- «Волчья стая» (рассказ)[1]
- «Space Hulk graveyard» (комикс)
- «Час казни»
- «Перекресток Судеб»